# Carlo Pisacane (attore)
Carlo Pisacane, spesso accreditato con lo pseudonimo Capannelle (Napoli, 2 febbraio 1889 – Roma, 9 giugno 1974), è stato un attore italiano.

## Biografia
Attore di rilievo della filodrammatica napoletana, nato a Napoli il 2 febbraio 1889 iniziò la carriera cinematografica all'epoca del film muto, esordendo a fianco di Tina Pica nel primo film della regista italiana Elvira Notari. Successivamente recitò tra gli anni trenta e settanta in più di settanta film, generalmente commedie comiche o popolari, interpretando ruoli di supporto o di carattere fortemente macchiettistico.
Sebbene avesse già lavorato in diversi film tra i quali Paisà (1946) di Roberto Rossellini, la notorietà cinematografica arrivò tardi, quando il regista Mario Monicelli gli affidò il ruolo del mitico Capannelle, il famelico vecchietto bolognese - doppiato da Nico Pepe - nella sgangherata banda criminale de I soliti ignoti (1958). Fu Capannelle anche nel fortunato seguito, Audace colpo dei soliti ignoti. Il soprannome gli restò incollato, al punto che comparve nei crediti di alcune pellicole al posto del suo vero nome e come Capannelle fu ricordato.
Negli anni immediatamente successivi interpretò numerose pellicole. Fu a fianco di Alberto Sordi ne Il vigile (1960), in cui interpretò l'anziano padre del vigile Otello Celletti, fannullone quanto il figlio, e al fianco di Totò e Aldo Fabrizi, in Totò, Fabrizi e i giovani d'oggi, sempre del 1960.
Tornò con Monicelli ne L'armata Brancaleone (1966), vestendo i panni di Abacuc, ebreo convertito suo malgrado. Sulla scia del successo conseguito dalla pellicola fu chiamato da Pier Paolo Pasolini a interpretare Brabanzio, il padre di Desdemona, in un'originale rivisitazione dell'Otello, nell'episodio Che cosa sono le nuvole?, tratto dal film Capriccio all'italiana (1968). Nello stesso anno prese parte a una serie di sketch di Carosello, pubblicizzando olio lubrificante e benzina della Api - Anonima Petroli Italiana.
Concluse la carriera nel 1972 con un'apparizione in Fratello Sole, sorella Luna di Franco Zeffirelli. 
Morì a Roma nel 1974.

## Filmografia

Carlo Pisacane con Renato Salvatori, Tiberio Murgia, Vittorio Gassman, Marcello Mastroianni ne I soliti ignoti

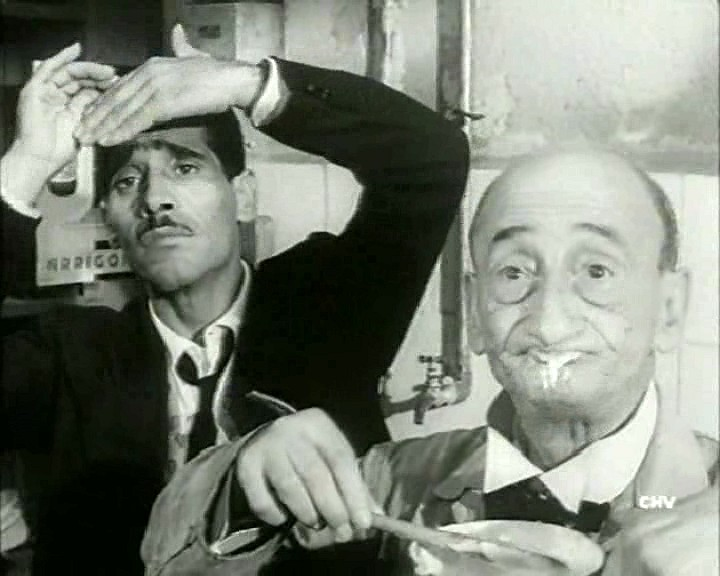
Carlo Pisacane (a destra) con Tiberio Murgia in Audace colpo dei soliti ignoti di Nanni Loy

Carlo Pisacane con Aldo Fabrizi in Fra' Manisco cerca guai... (1960)

Carlo Pisacane con Alain Delon in Che gioia vivere (1961)

Carlo Pisacane ne L'armata Brancaleone

Carlo Pisacane nel film L'arcangelo

- La tavola dei poveri, regia di Alessandro Blasetti (1932)
- Paisà, non accreditato, regia di Roberto Rossellini (1946)
- Campane a martello, regia di Luigi Zampa (1949)
- Processo alla città, regia di Luigi Zampa (1952)
- Un ladro in paradiso, regia di Domenico Paolella (1952)
- ...e Napoli canta!, regia di Armando Grottini (1953)
- Cantate con noi, regia di Roberto Bianchi Montero (1955)
- La bella mugnaia, non accreditato, regia di Mario Camerini (1955)
- Presentimento, regia di Armando Fizzarotti (1956)
- Ci sposeremo a Capri, regia di Siro Marcellini(1957)
- Un angelo è sceso a Brooklyn (Un ángel pasó por Brooklyn), regia di Ladislao Vajda (1957)
- I soliti ignoti, regia di Mario Monicelli (1958)
- Pane, amore e Andalusia, regia di Javier Setó (1958) - cameo (ruolo: postino), non accreditato
- Le notti dei teddy boys, diretto da Leopoldo Savona (1959)
- Uomini e nobiluomini, regia di Giorgio Bianchi (1959)
- Spavaldi e innamorati, regia di Giuseppe Vari (1959)
- La sceriffa, regia di Roberto Bianchi Montero (1959)
- Il raccomandato di ferro, regia di Marcello Baldi (1959)
- Prepotenti più di prima, regia di Mario Mattoli (1959)
- Un ettaro di cielo, regia di Aglauco Casadio (1959)
- La cento chilometri, regia di Giulio Petroni (1959)
- I mafiosi, regia di Roberto Mauri (1959)
- Lazarillo de Tormes, regia di César Fernández Ardavín (1959)
- Audace colpo dei soliti ignoti, regia di Nanni Loy (1959)
- Il vigile, regia di Luigi Zampa (1960)
- La strada dei giganti, regia di Guido Malatesta (1960)
- Risate di gioia, regia di Mario Monicelli (1960)
- I piaceri dello scapolo, regia di Giulio Petroni (1960)
- La contessa azzurra, regia di Claudio Gora (1960)
- I piaceri del sabato notte, regia di Daniele D'Anza (1960)
- Totò, Fabrizi e i giovani d'oggi, regia di Mario Mattoli (1960)
- Che gioia vivere, regia di René Clément (1961)
- L'urlo dei bolidi, regia di Leo Guerrasi (1961)
- I soliti rapinatori a Milano, regia di Giulio Petroni (1961)
- Mariti in pericolo, regia di Mauro Morassi (1961)
- Io bacio... tu baci, regia di Piero Vivarelli (1961)
- Fra' Manisco cerca guai..., regia di Armando W. Tamburella (1961)
- I briganti italiani, regia di Mario Camerini (1961)
- Totò e Peppino divisi a Berlino, regia di Giorgio Bianchi (1962)
- Nerone '71, regia di Filippo Walter Ratti (1962)
- Il mio amico Benito, regia di Giorgio Bianchi (1962)
- Maciste il gladiatore più forte del mondo, regia di Michele Lupo (1962)
- Maciste contro lo sceicco, regia di Domenico Paolella (1962)
- Il giorno più corto, regia di Sergio Corbucci (1962)
- Canzoni a tempo di twist, regia di Stefano Canzio (1962)
- Colpo gobbo all'italiana, regia di Lucio Fulci (1962)
- Gli onorevoli, regia di Sergio Corbucci (1963)
- Le motorizzate, regia di Marino Girolami (1963)
- Liolà, regia di Alessandro Blasetti (1963)
- La tigre dei sette mari, regia di Luigi Capuano (1963)
- Ballo in maschera da Scotland Yard, regia di Domenico Paolella (1963)
- Il treno del sabato, regia di Vittorio Sala (1964)
- I ragazzi dell'Hully Gully, regia di Marcello Giannini (1964)
- La svitata, episodio di Le tardone, regia di Marino Girolami e Javier Setó
- Napoleone a Firenze, regia di Piero Pierotti (1964)
- Canzoni, bulli e pupe, regia di Carlo Infascelli (1964)
- L'ultimo rififì (Los dinamiteros), regia di Juan García Atienza (1964)
- Spuit Elf, regia di Paul Cammermans (1964)
- Questo pazzo, pazzo mondo della canzone, regia di Bruno Corbucci e Giovanni Grimaldi (1965)
- Giulietta degli spiriti, regia di Federico Fellini (1965)
- Made in Italy, regia di Nanni Loy (1965)
- Veneri in collegio, regia di Marino Girolami (1966)
- 7 monaci d'oro, regia di Moraldo Rossi (1966)
- Il marito di Attilia, episodi di I nostri mariti, regia di Dino Risi (1966)
- L'armata Brancaleone, regia di Mario Monicelli (1966)
- Per qualche dollaro in meno, regia di Mario Mattoli (1966)
- Caccia alla volpe, regia di Vittorio De Sica (1966)
- Il Santo prende la mira (Le Saint prend l'affût), regia di Christian-Jaque (1966)
- Operazione San Gennaro, regia di Dino Risi (1966)
- Operazione San Pietro, regia di Lucio Fulci (1967)
- La bisbetica domata, regia di Franco Zeffirelli (1967)
- Ballata da un miliardo, regia di Gianni Puccini (1967)
- Wanted, regia di Giorgio Ferroni (1967)
- Il magnifico Bobo (The Bobo) di Robert Parrish (1967)
- C'era una volta, regia di Francesco Rosi (1967)
- Da uomo a uomo, regia di Giulio Petroni (1967)
- Che cosa sono le nuvole?, episodio di Capriccio all'italiana, regia di Pier Paolo Pasolini (1967)
- Franco, Ciccio e le vedove allegre, regia di Marino Girolami (1968)
- L'ira di Dio, regia di Alberto Cardone (1968)
- Donne... botte e bersaglieri, regia di Ruggero Deodato (1968)
- L'arcangelo, regia di Giorgio Capitani (1969)
- Zenabel, regia di Ruggero Deodato (1969)
- Nel giorno del Signore, regia di Bruno Corbucci (1970)
- I clowns, regia di Federico Fellini (1970)
- Stanza 17-17 palazzo delle tasse, ufficio imposte, regia di Michele Lupo (1971)
- Fratello sole, sorella luna, regia di Franco Zeffirelli (1972)

## Doppiatori
- Lauro Gazzolo in La sceriffa, Maciste il gladiatore più forte del mondo, La tigre dei sette mari, L'ira di Dio
- Nico Pepe in I soliti ignoti, Audace colpo dei soliti ignoti, Operazione San Pietro
- Amilcare Pettinelli in Fra' Manisco cerca guai..., Il mio amico Benito
- Franco Latini in Le tardone, L'armata Brancaleone
- Mario Corte in Campane a martello
- Pietro De Vico in Che gioia vivere
- Tullio Altamura in Da uomo a uomo
- Alighiero Noschese in Giulietta degli spiriti
- Carlo Croccolo in Operazione San Gennaro
- Ferruccio Amendola in Stanza 17-17 palazzo delle tasse, ufficio imposte